# Foreningen Grønlandske Børn
Foreningen Grønlandske Børn etablerer projekter i Grønland, som understøtter de udsatte børn og unges positive ressourcer og styrke deres personlige, sociale og faglige kompetencer.

## Eksterne link
www.fgb.dk Arkiveret 27. oktober 2020 hos  Wayback Machine Hjemmeside